# Wojciech Saługa

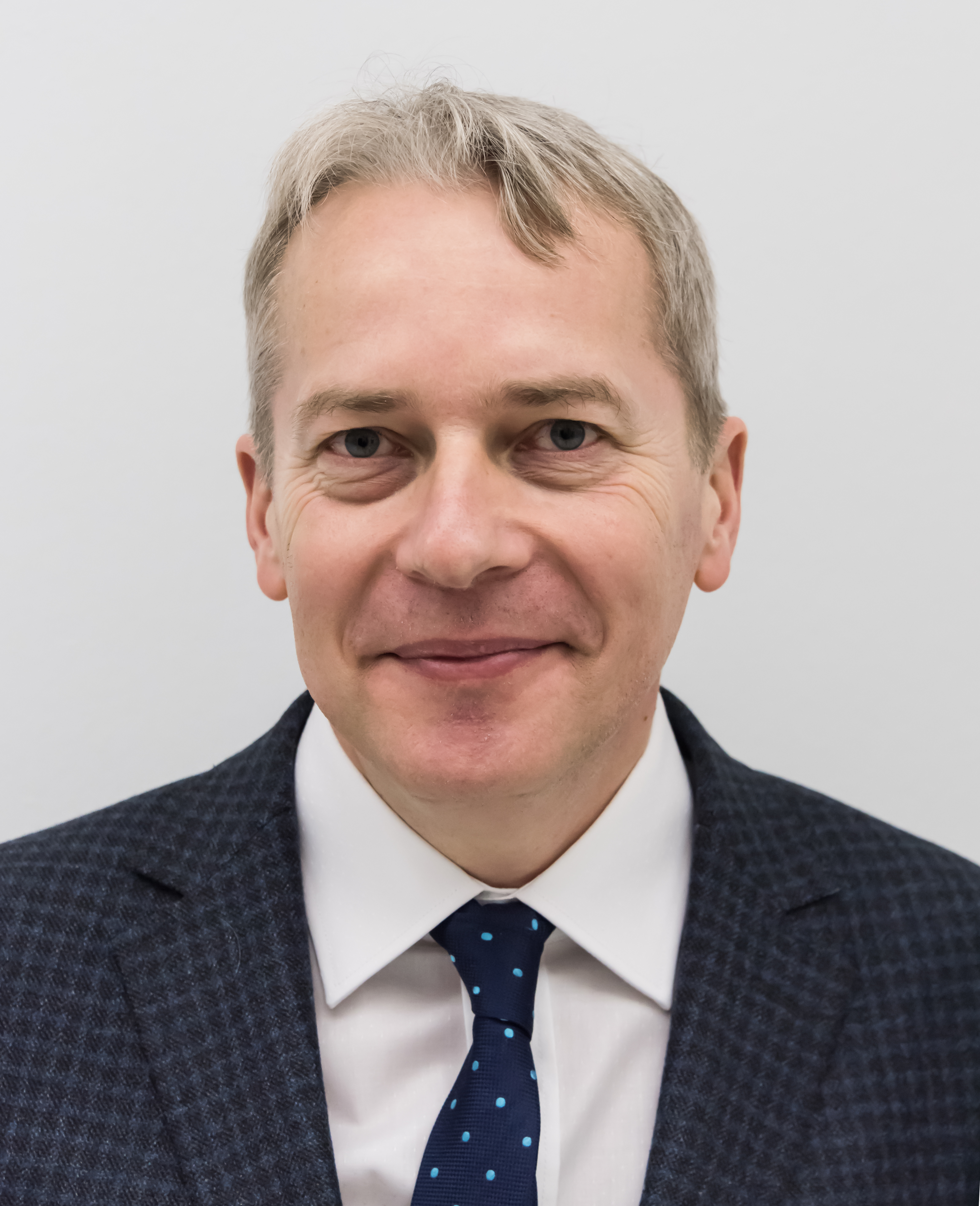
Wojciech Saługa, 2020

Wojciech Paweł Saługa (* 27. März 1969 in Jaworzno) ist ein polnischer Politiker der Platforma Obywatelska (Bürgerplattform).
1994 schloss Saługa sein Wirtschaftsstudium an der Wirtschaftsuniversität Krakau mit einem Magister ab. Anschließend war er bis 2002 in der Bank Śląski tätig, zuletzt als Bereichsleiter. 1998 bis 2002 war er Mitglied des Stadtrates von seiner Heimatstadt Jaworzno. 2002 wurde er erneut in den Stadtrat gewählt, legte sein Amt aber nieder, um am 1. Dezember 2002 zum stellvertretenden Stadtpräsidenten Jaworznos zu werden.
Am 12. September 2004 wurde Wojciech Saługa Mitglied des Polnischen Senats. Bei den Parlamentswahlen 2005 kandidierte er für den Sejm und konnte ein Mandat erringen. Bei den vorgezogenen Wahlen 2007 trat er erneut an. Mit 22.275 Stimmen im Wahlkreis 32 Sosnowiec gelang ihm neuerlich der Einzug ins Parlament.
Der Sejmik der Woiwodschaft Schlesien wählte Saługa im Dezember 2014 zum Woiwodschaftsmarschall (Leiter der regionalen Selbstverwaltung). Bei der Selbstverwaltungswahl im Oktober 2018 verlor die PO die Mehrheit im Sejmik von Schlesien an die nationalkonservative PiS und Saługa wurde als Woiwodschaftsmarschall von Jakub Chełstowski abgelöst. Nach den Selbstverwaltungswahlen in Polen 2024 ergab sich eine Mehrheit aus der PO-geführten Koalicja Obywatelska und dem Bündnis Trzecia Droga und Saługa wurde wieder zum Woiwodschaftsmarschall gewählt.
Wojciech Saługa ist verwitwet und hat zwei Kinder.